# Sprinter (tåg)
Ordet Sprinter kan referera till tåg eller tågsystem i flera olika länder.

## Nederländerna
Sprinter är ett term i Nederländerna för regionaltåg som används av Nederlandse Spoorwegen (NS) i Nederländerna. Före detta användes stoptrein.
Tåg som används som sprintermaterial är
Stadsgewestelijk materieel Sgmm,
Mat '64 (till september 2016),
SLT,
flirt,
DDZ NID/DDZ.
Det hela började som ett smeknamn för stadsbanan Haag-Zoetermeer bland lokalbefolkningen i Zoetermeer. Begreppet befästes först hos stadsjärnvägen år 2003. Den första materielserien med detta namn sattes i trafik 1974, de var tvåvagnsenheter som sattes in på Zoetermeers stadsbana. I och med att stadsbanan stängdes och byggdes om till spårväg började tågen trafikera normala järnvägslinjer i allt högre utsträckning. Numera syns sällan en ensam SGMm-enhet i ordinarie trafik, de går oftast i femvagnsmultiplar.
År 2007 beställde NS en ny serie lokaltåg från Bombardier respektive Siemens efter att alltför länge ha dragits med överfulla SGMm-tåg. De nya tågen är fyra respektive sex vagnar långa.
En ny beställning, den här gången till spanska CAF, har gjorts på en ny generation lokaltåg ur tillverkarens Civity-serie. Dessa tåg sattes in till tidtabellen i december 2017.

## Storbritannien
1984 började British Rail Engineering Limited (BREL) utveckla och senare även serietillverka dieseldrivna pendeltåg. De tidiga enheterna hade inga ändövergångar, detta tillkom senare. Några tågsätt har konverterats till mätvagnar.

### Supersprinter
Dieseldrivna lokalmotorvagnar tillverkade av British Leyland, som traditionellt ägnar sig åt tillverkning av bussar.

### Express Sprinter
Dieseldrivna interlokalmotorvagnar tillverkade av BREL vid deras anläggning i Derby (som nu ägs och drivs av Bombardier). Dessa har en högre topphastighet än hos tidigare tåg i serien, 145 km/h jämfört med 121 hos resten.

## Belgien
Dessa lokaltåg konstruerades av La Brugeiose et Nivelles för Belgiska statsjärnvägarna år 1986.  

## Kalifornien
En snabbspårväg som körs med dieseldrivna regionaltåg från Siemens Desirofamilj.